# 斉木香津
斉木 香津（さいき かづ、1964年7月22日 -）は、日本の小説家、推理作家。

## 経歴・人物
大分県生まれ。横浜市立大学文理学部卒業。2005年、『琥珀ワッチ』が第17回日本ファンタジーノベル大賞で最終候補となる（斎木香津名義）。2008年、「千の花になって」（受賞時タイトル「千の花も、万の死も」）で第9回小学館文庫小説賞を受賞する（優秀賞は藤井建司「ある意味、ホームレスみたいなものですが、なにか?」で、佳作は泉スージー「秘密の花園」）。小説家デビューを果たす。
2013年、中居正広がラジオ番組「Some girl' SMAP」（9月28日放送）で、ミステリー小説『凍花』を読んだ感想を話したことで、同書がAmazon.co.jpのミステリー・サスペンス・ハードボイルドのベストセラーで1位になるなど大ヒットする。『凍花』をイヤミスと評する向きもあるが、斉木自身はイヤミスとして書いたわけではないとしている。2014年に発表した『日本一の女』では、大分弁を取り入れた。「地方出身者は、田舎を自然に書くことができるという強みがある」と語っている。ルース・レンデル作品などを愛読している。

## 著作

### 単著
- 千の花になって（2008年8月 小学館）
  - 【改題】踏んでもいい女（2013年9月 小学館文庫）
- 凍花（2010年10月 双葉社 / 2013年2月 双葉文庫）
- 幻霙（2013年12月 双葉社 / 2018年2月 双葉文庫）
- 日本一の女（2014年6月 小学館 / 2017年2月 小学館文庫）
- 五十坂家の百年（2015年4月 中央公論新社 / 2017年10月 中公文庫）
- 四十歳の言いわけ（2016年8月 双葉社）
- 沼に沈む骨は愛を語らない 超能者には向かない職業（2020年1月 双葉文庫）
- 女王は孤独を言い訳にしない 超能力には向かない職業２（2020年6月 双葉文庫）
- それなら、誰のために人を殺すのか 超能力には向かない職業３（2020年11月 双葉文庫）

### 単行本未収録短編
- 「やさしい眠り」（『小説推理』2009年12月号）
- 「いちばん大切なもの」（『小説推理』2010年5月号）
- 「おいしいおかし」（『月刊ジェイ・ノベル』2014年1月号）
- 「嵐の夜に」（『月刊ジェイ・ノベル』2014年8月号）
- 「捜し物はなんですか」（『小説推理』2014年11月号）
- 「孫をさらう」（『小説推理』2014年12月号）
- 「異星人をつかまえる」（『小説推理』2015年1月号）

### アンソロジー
「」内が収録されている斉木香津の作品
- 果てる（2014年10月 実業之日本社文庫）「嵐の夜に」

### エッセイ
- 「特別料理 思い出に残る、手造りの一品 menu 88」（『小説すばる』2014年3月号）[12]

### インタビュー
- 第9回小学館文庫小説賞受賞作『千の花になって』刊行記念インタビュー 人間の肉声に迫る小説を書きたい（『本の窓』2008年9・10月合併号）[13]